# Michael Reiziger
Michael John Reiziger (phát âm tiếng Hà Lan: [ˈmɑi̯kəl ˈd͡ʒɔn ˈrɛi̯zəɣər], sinh ngày 3 tháng 5 năm 1973) là một cầu thủ người Hà Lan đã nghỉ hưu người chơi chủ yếu ở vị trí hậu vệ biên.
Sau khi làm nên tên tuổi tại Ajax, nơi anh đã giành được một Champions League, anh đã tiếp tục đại diện cho bốn đội trong bốn quốc gia khác nhau, đáng chú ý nhất Barcelona mà anh đã chơi trong 249 trận đấu chính thức trong bảy năm.
Reiziger chơi một thập kỷ đầy đủ với đội tuyển bóng đá quốc gia Hà Lan, đại diện cho các quốc gia trong ba giải vô địch châu Âu và World Cup 1998, hoàn thiện thứ tư trong các giải đấu sau này.